# Аквапорин 12A
Аквапорин 12A — белок группы аквапоринов, водный канал из семейства основных внутренних белков.

## Структура
Подобно другим аквапоринам аквапорин 12A является тетрамерным интегральным белком. Мономер состоит из 295 аминокислот.

## Тканевая специфичность
Аквапорин 12A экспрессирован в поджелудочной железе.